# 花生湯

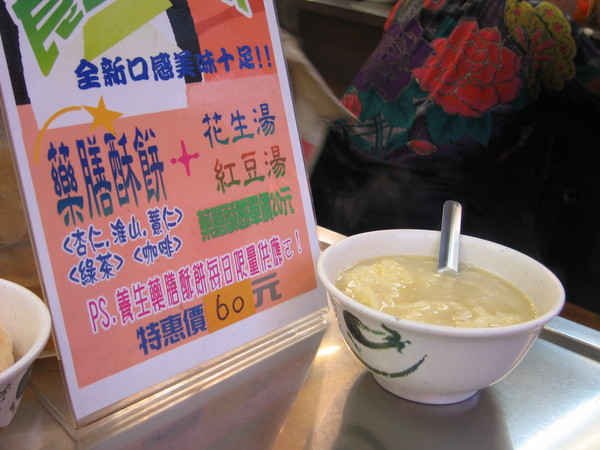
台湾北部で売られる花生湯と紅豆湯のメニュー

花生湯（ファーシェンタン、ホァシェンタン）は、台湾で食されている温かいデザートの1種。皮無しのピーナッツを甘く煮込んだスープである。日本では汁粉をイメージすると近い。なお、日本の汁粉と同様に小豆を用いた温かく甘いスープ状のデザートは紅豆湯と呼ばれている。
温かい台湾スイーツの代表例であり、安定した人気を持っている。
しつこくない甘さの乳白色をした液に、ピーナッツの香りと歯ごたえがある。油条を花生湯につけながら食することも多く、提供する店によっては最初から油條をちぎって入れてしまう店もあるが、花生湯を吸った油條のカリカリした歯ごたえが失われてしまうと、嫌う向きもある。団子をトッピングすることもある。